# Saiulus setifer
Saiulus setifer är en mångfotingart som beskrevs av Chamberlin 1940. Saiulus setifer ingår i släktet Saiulus och familjen Parajulidae. Inga underarter finns listade i Catalogue of Life.